# こうのとり4号機
こうのとり4号機（こうのとり4ごうき、HTV4）は、4番目の宇宙ステーション補給機。国際宇宙ステーション（ISS）への補給物資を搭載し、2013年8月4日にH-IIBロケット4号機によって打ち上げられた。

## 特徴
日本の宇宙ステーション補給機の4号機であり、シリーズの同型機である。こうのとり3号機に続く、3機目の運用機。3号機までの打ち上げは主にJAXAが担当していたが、4号機からは製造元の三菱重工業に移管された。
こうのとり3号機（HTV3）からの主な変更点は以下の様なものであった。
- 表面電位センサ（ATOTIE-mini）を初設置「こうのとり」を活用した技術の蓄積
  - ISS係留前後の「こうのとり」表面電位変化、「こうのとり」表面電位の船外活動等への影響有無を調べるためのデータ取得
  - JAXAが開発した表面電位センサの宇宙軌道上での実証
- 3号機に引き続き、利用のための利便性を改善 
  - レイトアクセス（打上げ間近でも可能な物資の最終搭載機会）量の増加
  - 保冷ボックスの搭載など
- 不要となった船外物資を非与圧部に搭載して搬出

## 物資

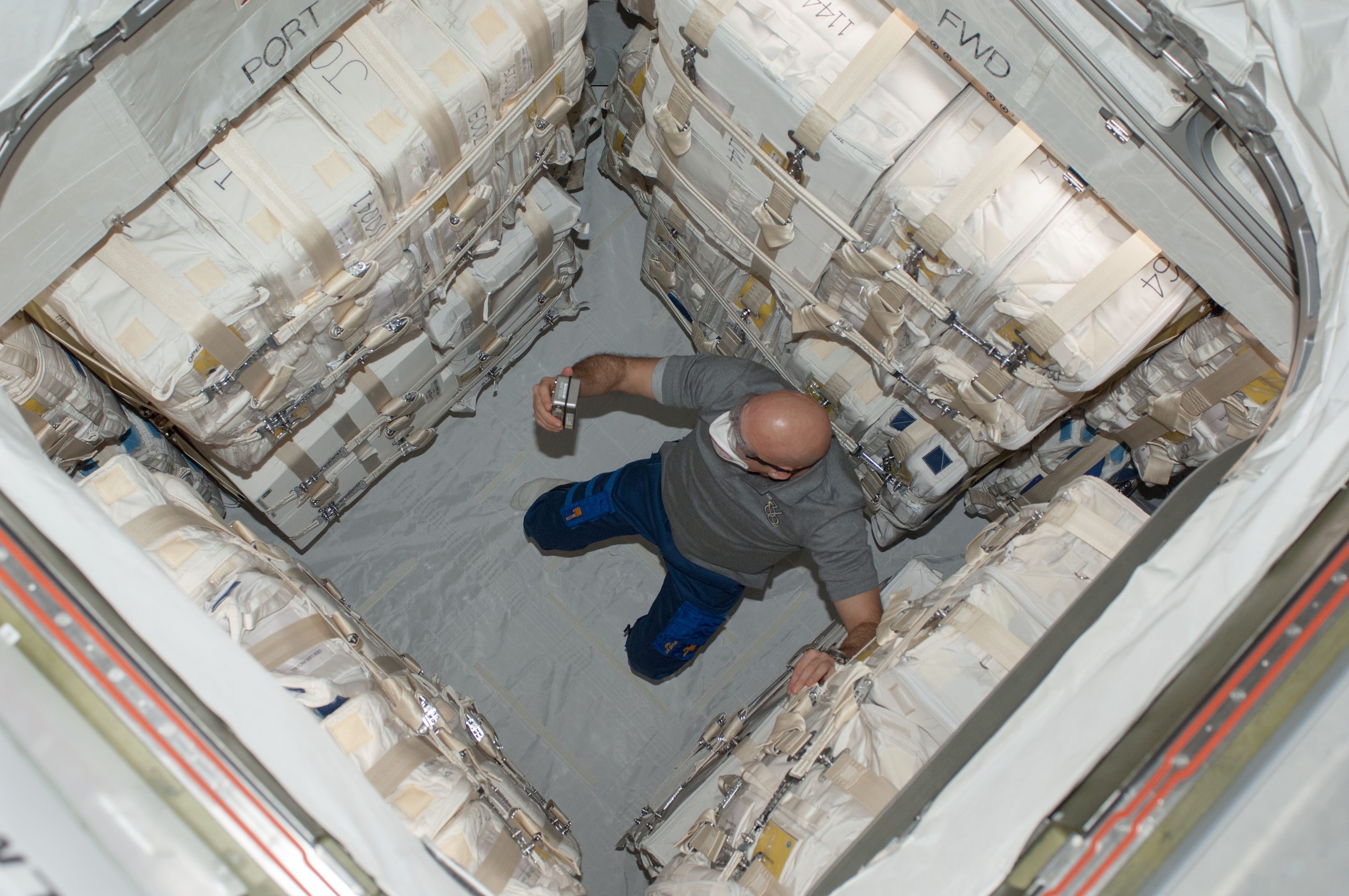
こうのとり4号機の補給キャリア与圧部。ISSとドッキング直後の8月9日（世界時）に撮影されたもので、宇宙飛行士のルカ・パルミターノが空気環境の検査を行っている。

こうのとり4号機は、補給キャリアの与圧部に約3.9トン、非与圧部に約1.5トンの物資を搭載していた。船内物資、船外物資を含めて合計で約5.4トンの物資をISSに運ぶ。

### 与圧部
与圧部の物資は、おおよそ宇宙システムコンポーネントが55%、食料が12%、科学実験材料が8%、クルー用物資8%、水17%であった。
- 「きぼう」日本実験棟で実施される実験サンプル
- 「きぼう」搭載用ポータブル冷凍・冷蔵庫（FROST）
- 「きぼう」輸送用ポータブル保冷ボックス（ICE Box）
- 超高感度4Kカメラ
- 再突入データ収集装置　日本のi-Ball
- きぼうから放出する超小型衛星CubeSat 4機（PicoDragon(日越共同)、ArduSat-1・ArduSat-X、TechEdSat-3(米)を運搬
- 補給物資 （搭乗員用食料・衣服・保全品等）
- キロボ（対話ロボット）

### 非与圧部
非与圧部には、ISS船外のシステム補用品とNASAの実験装置を運搬。
- 電力系統切替装置（Main Bus Switchnig Unit: MBSU）
- 電力・通信インターフェース機器（Utility Transfer Assembly: UTA）
- 複数の実験装置を混載した米国の実験ペイロードSTP-H4 （Space Test Program - Houston 4）

また、ISSからの離脱時には廃棄する実験ペイロード（STP-H3）を初めて搭載した。

## 運用
- 8月4日午前4時48分（日本時間）、H-IIBロケット（H-IIB・F4）を種子島宇宙センターから打上げ[2]。打ち上げ後14分59秒後にロケットより正常に分離[1]。
- 8月9日午後8時22分（日本時間）にISSのロボットアームにより捕捉[3]。
- 8月10日午前3時38分（日本時間）にISSとの結合を完了[3]。
- 9月3日午後11時35分（日本時間）に与圧部ハッチを閉鎖。
- 9月5日午前1時20分（日本時間）にロボットアームから放出、離脱のためスラスタ噴射。
- 9月7日午後3時37分頃（日本時間）に大気圏へ再突入[4]。